# Mount Bures
 (avril 2023).
Pour les articles homonymes, voir Bure.
Mount Bures est un village et une paroisse civile de l'Essex, en Angleterre.